# Plaza 66

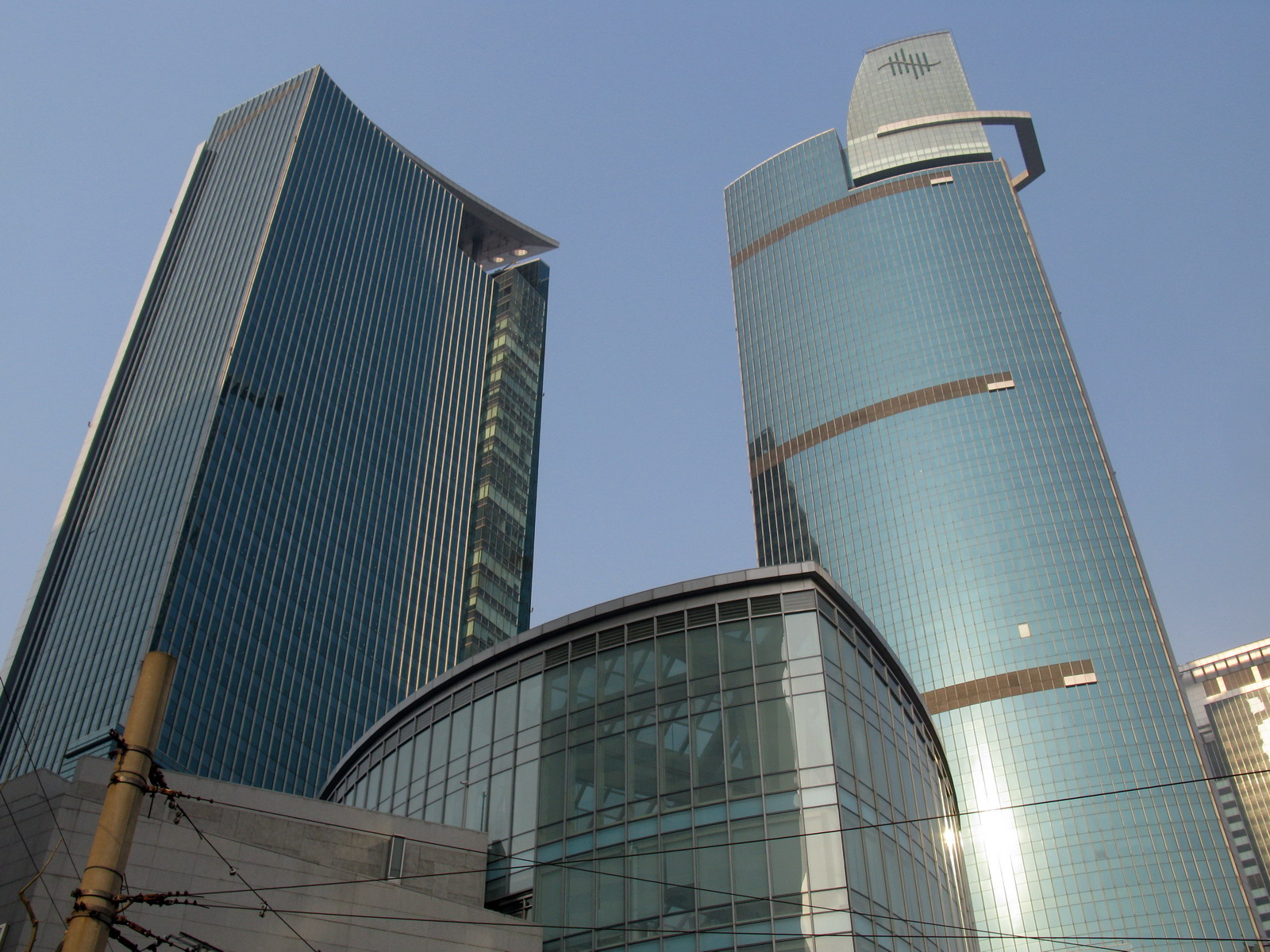
Plaza 66

Plaza 66 (chinesisch: 恒隆广场) ist der Name zweier der höchsten Gebäude in der chinesischen Stadt Shanghai.
Der Komplex besteht aus dem 288 Meter hohen Wolkenkratzer Plaza 66 Tower One der 2001 fertiggestellt wurde und 66 Etagen hat. Er liegt im Distrikt Puxi, dessen höchstes Gebäude er ist.
2006 wurde der Plaza Tower 66 Two, ein mit 226 Metern etwas kleinerer Turm, gebaut, der mit dem Tower One über eine Brücke verbunden ist.
Die Gebäude wurden von dem New Yorker Architekten Kohn Pedersen Fox (KPF) entworfen.
Koordinaten: 31° 13′ 47,7″ N, 121° 26′ 57,5″ O